# Gary Puckett
Pour les articles homonymes, voir Puckett.
Gary Puckett, né le 17 octobre 1942 à Hibbing (Minnesota), est un chanteur américain, leader du groupe Gary Puckett & The Union Gap (en) dans les années 1960. Ils ont connu des énormes succès avec des tubes comme Woman, Woman, Young Girl, Over you, Lady Willpower. Après la dissolution de l'Union Gap en 1971, il signe avec Columbia et se lancé dans une carrière solo. Après une interruption de dix ans à partir de 1972, il revient à la musique au début des années 1980, et a depuis sorti une poignée d'albums studio.

## Biographie

### Jeunesse et éducation
Gary Puckett nait à Hibbing, dans le Minnesota. À l'âge de six ans, sa famille déménage à Yakima, dans l'État de Washington, où il grandit. Ses parents jouent dans des groupes de barbershop quartet et il apprend à chanter et à jouer de la guitare pendant son adolescence,. Les mutations professionnelles de son père amène la famille à habiter ensuite dans l'Idaho, où il obtient son diplôme d'études secondaires, puis à Vista en Californie. Il intègre l'université pendant deux ans à San Diego, en Californie, où il suit des études de psychologie,, puis abandonne ses études pour intégrer un groupe appelé les Outcasts.

### The Outcasts
Son premier groupe est The Outcasts, qui comprend Bobby Brown (basse), Dwight Bement (saxophone, également membre plus tard de Union Gap), Bob Salisbury (saxophone) et Willie Kellogg (batterie). Formé à l'origine comme un duo de style Righteous Brothers par Puckett et Brown, leur manager, Yale Kahn, propriétaire du Clairemont Bowl, ajoute Bement, Salisbury et Kellogg à la formation.
Après avoir sorti deux singles, Run Away / Would You Care en 1965, et I Can't Get Through To You / I Found Out About You en 1966, le groupe se sépare en 1967.

### Gary Puckett & The Union Gap

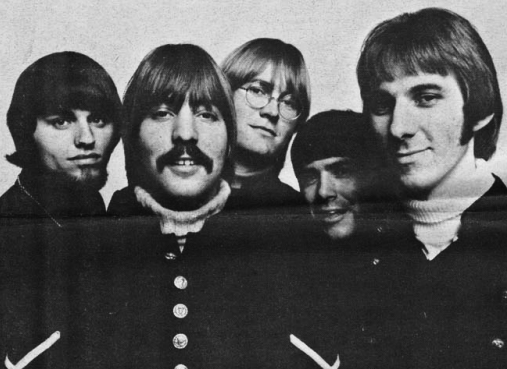
Gary Puckett (premier à droite) avec the Union Gap en 1968.

#### Formation
En janvier 1967, Gary Puckett et Dwight Bement forment Gary and the Remarkables avec Kerry Chater (7 août 1945 - 4 février 2022, basse), Gary 'Mutha' Withem (né le 22 août 1944, claviers), et Paul Wheatbread (né le 8 février 1946, batterie). Le groupe perce lorsque Jerry Fuller, ancien artiste de musique country et producteur pour Columbia Records à Los Angeles, les a entendus dans un petit bar où ils se produisaient dans un complexe de bowling. Il apprécie leur son et leur fait signer un contrat.

#### Premier succès
Le groupe s'appelle désormais Gary Puckett & The Union Gap (en) et se fait connaître par des succès tels que Lady Willpower, Young Girl et Woman, Woman. En 1968, ils vendent plus de disques que n'importe quel autre groupe et obtiennent six disques d'or consécutifs. Ils font également deux apparitions au Ed Sullivan Show (1968, 1971). Leur chanson Woman, Woman est une adaptation du tube country de Tompall & the Glaser Brothers (en) intitulé Girl, Girl. Sur les pochettes de disques, ils portent des tenues de la guerre de Sécession, sur la suggestion de Gary Puckett, et s'appelaient eux-mêmes Union Gap, d'après la région d'Union Gap où Puckett avait vécu.
Le groupe est nommé pour le Grammy Award du meilleur nouvel artiste en 1969, mais il est battu par José Feliciano.

#### Séparation et reformation

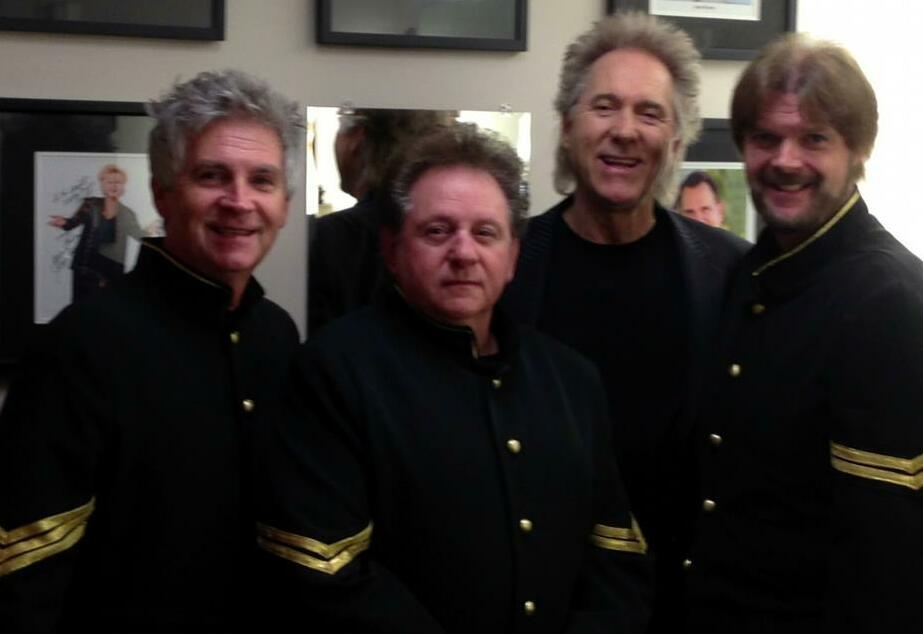
Gary Puckett (2ème à partir de la droite) avec the Union Gap en 2012

Le groupe finit par être mécontent de jouer des morceaux écrits et produits par d'autres, ce qui les conduit à arrêter de travailler avec Jerry Fuller, et ils se séparent en 1971. En 1974, Young Girl est réédité au Royaume-Uni, et la chanson atteint la cinquième place et obtient un Silver Record Award pour la deuxième fois.
Gary Puckett reforme le groupe au début des années 1980 et, depuis sa signature en 1984, se produit avec eux lors des tournées annuelles Happy Together, aux côtés de Howard Kaylan et Mark Volman des Turtles (qui démarrent la tournée), The Association, The Cowsills, Ron Dante des Archies, Chuck Negron de Three Dog Night, The Buckinghams, The Box Tops, The Vogues, et The Classics IV.
Depuis 2012, leur formation actuelle est composée de Gary Puckett, Woody Lingle (basse), Jamie Hilboldt (claviers), et Mike Candito (batterie). L'album Greatest Hit de The Union Gap est l'une des meilleures ventes de la Collector Series de CBS.

### Carrière solo

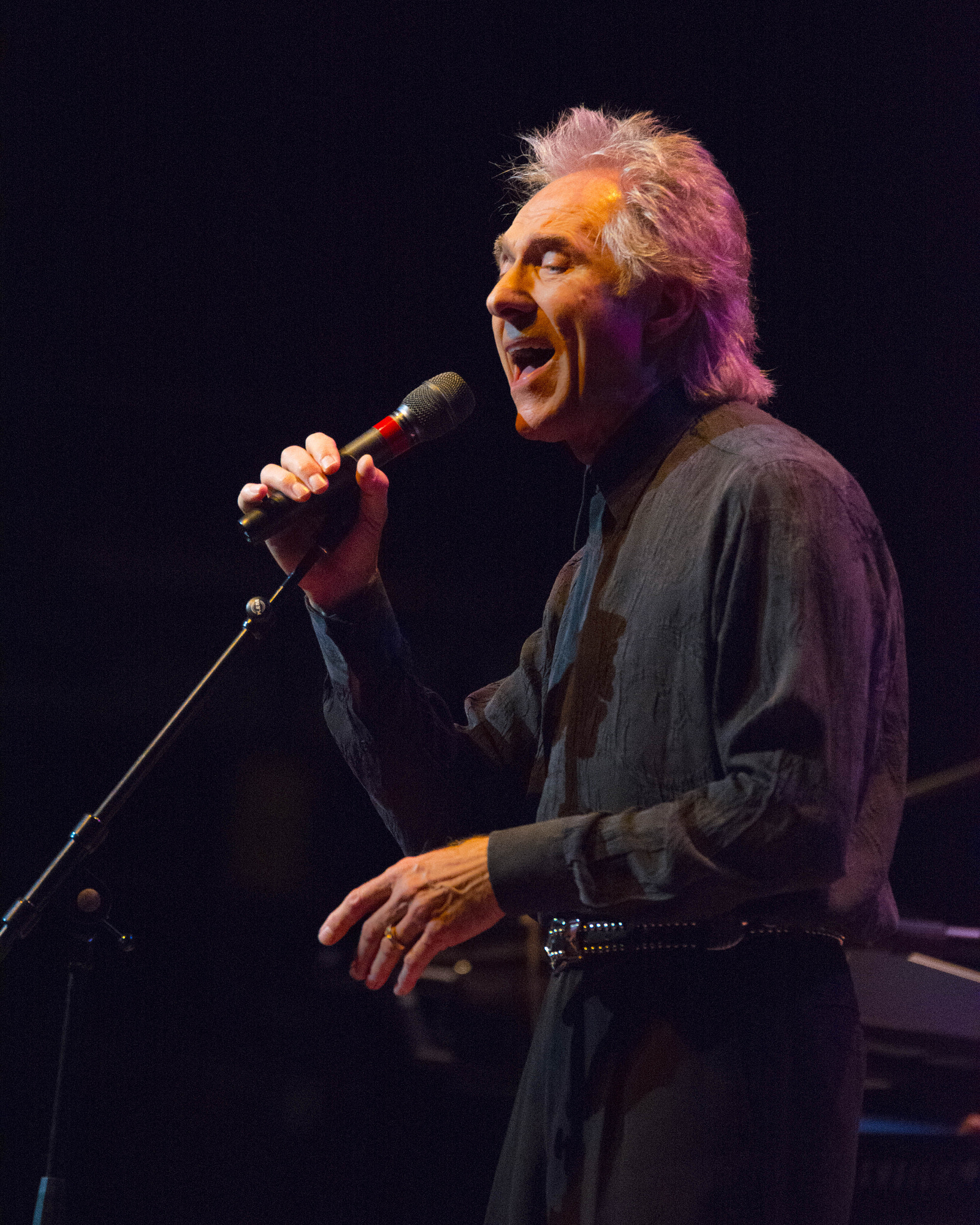
Gary Puckett se produisant à l'Auditorium Rebecca Cohn à Halifax le 11 mai 2016

Après la séparation d'Union Gap, Gary Puckett sort un album solo intitulé The Gary Puckett Album la même année. Il sort quelques singles de 1970 à 1972, dont les deux premiers sont une reprise de la chanson de 1964 de Dusty Springfield, I Just Don't Know What to Do with Myself, et une reprise de Keep The Customer Satisfied de Simon and Garfunkel, une chanson qu'il interprète au Ed Sullivan Show en janvier 1971. Après la sortie de son album de 1971, son contrat est résilié.
Retiré de la scène musicale pendant le reste des années 1970, il étudie la comédie et la danse et travaille dans des productions théâtrales à Los Angeles et dans les environs, avant de faire son retour dans l'industrie musicale en tant qu'artiste solo dans les années 1980. Il est à l'affiche de la première tournée de réunion des Monkees en 1986, aux côtés des Grass Roots et des Herman's Hermits.
Après une décennie loin des yeux du public, Gary Puckett sort  les chansons Melodie, en 1982, suivi de Love Me Tonight, en 1992, As It Stands, en 1995, Time Pieces, en  1996, et Is This Love, en 1997, ainsi qu'un album de Noël en 2001. Son dernier album est This Is Love sorti en 2006.
Gary Puckett, ainsi que Michael McDonald, a rejoint Ringo Starr et le All-Starr Band à San Diego en tant qu'invité pour chanter la chanson des Beatles With a Little Help from My Friends le 26 juin 2000.

## Discographie

### The Outcasts
- Run Away / Would You Care (1965)
- I Can't Get Through To You / I Found Out About You (1966)

### Gary Puckett & The Union Gap

#### Singles
| Année            | Face A (Chanteurs)                                                  | Face B (Chanteurs)                                              | Meilleure Position | Meilleure Position | Meilleure Position | Meilleure Position |
| Année            | Face A (Chanteurs)                                                  | Face B (Chanteurs)                                              | US                 | US AC              | UK                 | AUS                |
| ---------------- | ------------------------------------------------------------------- | --------------------------------------------------------------- | ------------------ | ------------------ | ------------------ | ------------------ |
| Novembre 1967 †  | Woman, Woman (Jim Glaser, Jimmy Payne)                              | Don't Make Promises (Tim Hardin)                                | 4                  | -                  | 48                 | 6                  |
| Mars 1968 †      | Young Girl (Jerry Fuller)                                           | I'm Losing You (Jerry Fuller, Gary Puckett)                     | 2                  | 34                 | 1                  | 2                  |
| Juin 1968 ‡      | Lady Willpower (Jerry Fuller                                        | Daylight Stranger (Jerry Fuller, Gary Puckett)                  | 2                  | 26                 | 5                  | 4                  |
| Septembre 1968 ‡ | Over You (Jerry Fuller)                                             | If The Day Would Come (Kerry Chater, Gary Puckett, Gary Withem) | 7                  | 3                  | 54                 | 8                  |
| Mars 1969 ‡      | Don't Give In to Him (Gary Usher)                                   | Could I (Jerry Fuller, Gary Puckett)                            | 15                 | 13                 | -                  | 24                 |
| Août 1969 ‡      | This Girl Is a Woman Now (Victor Millrose, Alan Bernstein)          | His Other Woman (D. Allen, Kerry Chater)                        | 9                  | 2                  | -                  | 16                 |
| Mars 1970 ‡      | Let's Give Adam and Eve Another Chance (Richard Mainegra, Red West) | The Beggar (E. Colville, Gary Puckett)                          | 41                 | 16                 | -                  | -                  |

Réédition
| Année       | Single                         | Meilleure position | Meilleure position |
| Année       | Single                         | UK                 |                    |
| ----------- | ------------------------------ | ------------------ | ------------------ |
| Juin 1974 ‡ | Young Girl (CBS UK re-release) | 6                  |                    |

#### Albums
| Mois et année   | Titre                                              | U.S. Pop Albums | AUS |
| --------------- | -------------------------------------------------- | --------------- | --- |
| Février 1968 †  | Woman, Woman                                       | 22              | -   |
| Mai 1968 ‡      | Gary Puckett & The Union Gap Featuring "Young Girl | 21              | -   |
| Novembre 1968 ‡ | Incredible                                         | 20              | -   |
| Décembre 1969 ‡ | The New Gary Puckett and the Union Gap Album       | 50              | -   |
| Juillet 1970 ‡  | Gary Puckett & The Union Gap's Greatest Hits       | 50              | -   |
| 1981 ‡          | The Best of Gary Puckett & The Union Gap           | -               | 32  |

† – Enregistré sous le nom de The Union Gap featuring Gary Puckett
‡ – Enregistré sous le nom de Gary Puckett & The Union Gap

### Solo

#### Singles
- I Just Don't Know What to Do with Myself (US Billboard #61, US AC #14) / All That Matters : Octobre 1970
- Keep the Customer Satisfied (US Billboard #71, US AC #28) / No One Really Knows : Février 1971
- Life Has Its Little Ups and Downs (US AC #24) / Shimmering Eyes : 1971
- Gentle Woman (US Record World #109) / Hello Morning – Columbia 45438 – 1971
- I Can't Hold On / Hello Morning : 1971
- Leavin' In The Morning (US Record World #140) / Bless This Child : 1972

#### Albums
- The Gary Puckett Album (1971)
- Melodie (1982)
- Love Me Tonight (1992)
- As It Stands (1995)
- Time Pieces (1996)
- Is This Love (1997)
- Europa (1998)
- At Christmas (2001)
- The Lost Tapes (2005)
- This Is Love (2006)